# Nico Sawatzki
Nico Sawatzki (* 28. Oktober 1984 in Regensburg) ist ein deutscher Maler.

## Leben
Nico Sawatzki wurde 1984 in Regensburg geboren. Seit 1997 beschäftigt er sich mit Kunst. Zunächst setzte er sich mit Graffiti auseinander, bevor er im Lauf der Zeit das Interesse an klassischen Maltechniken entwickelte. Sawatzki lebt in Regensburg und ist dort seit 2012 als freischaffender Künstler tätig.

## Künstlerisches Schaffen
Diverse Gruppenausstellungen seit 2014 markierten den Beginn der öffentlichen Wahrnehmung von Sawatzkis Werk. Seither hat er an zahlreichen Ausstellungen im In- und Ausland teilgenommen.
Seit 2014 erfolgten Ankäufe seiner Werke durch öffentliche Institutionen wie die Bayerischen Staatsgemäldesammlungen, die Thomas JC & Angelika Matzen Stiftung und die Sammlung Bezirk Oberpfalz. Sawatzki erhielt diverse Kunstpreise und Stipendien.
Sawatzkis Positionen zeigen abstrakte Raumkonstruktionen. Er erzeugt etliche Farbschichten mittels Acrylfarbe und Spraylack, die aufgetragen und teilweise wieder entfernt werden. So entstehen Werke mit räumlicher Wirkung und ausgeprägten Perspektiven. Durch Flächen mit Licht und Schatten entstehen verschiedene Bildebenen und Tiefenwirkungen.

## Preise und Stipendien
- 2015: Kunstpreis des Kunst- und Gewerbeverein Regensburg
- 2015: „Artpul“ Kunst- und Kulturpreis
- 2017: Kunstpreis der Regensburger Kulturstiftung der REWAG
- 2019/2020: Bayerisches Atelierförderprogramm

## Öffentliche Sammlungen
- Bayerische Staatsgemäldesammlungen 2014
- Thomas JC & Angelika Matzen Stiftung 2016
- Sammlung Bezirk Oberpfalz 2020

## Ausstellungen (Auswahl)
Regelmäßige Teilnahme
- 2014–2019: „Große Ostbayerische Kunstausstellung“
- 2014–2017: „Jahresschau des Kunst- und Gewerbevereins Regensburg“
- 2015–2019: „Stroke Artfair“, München
- 2015–2019: „Affordable Artfair“, Hamburg

2020
- „PRECIOUS FRIENDS“ | Rode, Sawatzki, Pohl, Uhlig Gallery
- „sprayed“ Katharina Grosse, Ashwan, Nico Sawatzki, Galerie Isabelle Lesmeister, Regensburg (Gruppe)
- „same same but different“, Galerie Isabelle Lesmeister, Regensburg
- „Art Palm Beach“, Galerie Isabelle Lesmeister, Miami FL
- „Alles Anders“, Galerie Isabelle Lesmeister, Regensburg

2019
- „Art Toronto“, Galerie Isabelle Lesmeister, Toronto CA.
- „3x Junge Kunst“, Kunst- und Gewerbeverein Regensburg, Regensburg
- MILLERNTORGALLERY #9, Hamburg
- Galerie Freitag 18.30, Aachen

2018
- „URBEX“, Kunstverein Passau
- „Raumimpulse“, Kunst- und Gewerbeverein Regensburg
- „Frühjahrsrundgang“, Jahn Galerie, Leipzig
- Kunsthaus Klüber, Weinheim
- „salondergegenwart“, Hamburg

2017
- Kunst u. Politik im Wirtschaftsforum der SPD, Galerie Freitag 18.30, Berlin
- „Trias“ Jahn Galerie, Leipzig
- „Kölner Liste“, Köln
- „ABSTRACTREALISM“, Affenfaust Galerie, Hamburg
- „Knotenpunkt-Festival“ Affenfaust Galerie, Hamburg
- Galerie Freitag 18.30, Aachen

2016
- MILLERNTORGALLERY #6, Hamburg
- „Roots“ Jahn Galerie, Leipzig
- „Kuboshow“, Herne

2015
- „Juxtaposition“, Städt. Galerie Harderbastei Ingolstadt (Gruppe)
- „GWAX“, Kunstverein Graz Regensburg (Gruppe)

2014
- „Zeitgenössische bildende Kunst in der Oberpfalz“, Städt. Galerie Cordonhaus Cham
- „Grazifikation VII“ Kunstverein Graz, Regensburg (Gruppe)